# Miesiąc
Miesiąc – wspólna nazwa różnych jednostek czasu, zwykle obejmujących od 28 do 31 dób. Miesiące kalendarzowe zawierają całkowite liczby dni, jednak miesiące astronomiczne (księżycowe) są związane z ruchem Księżyca wokół Ziemi i nie mają tej własności. Wyróżnia się miesiące:
- anomalistyczny;
- gwiazdowy (syderyczny);
- smoczy;
- synodyczny;
- tropikalny.

Astronomiczna geneza pojęcia odbiła się w dawnej polskiej nazwie, która była synonimem słowa Księżyc (księżyc dosłownie syn księcia, tj. Słońca). W miarę integracji kalendarzowych systemów solarnych i lunarnych pierwotna długość miesiąca przestała być powiązana z fizycznymi zmianami Księżyca.
Numery miesięcy zapisuje się zwyczajowo w języku polskim cyframi rzymskimi, choć w związku z rozwojem informatyki przewagę zyskuje zapis cyframi arabskimi.

## Kalendarze juliański i gregoriański
W kalendarzach juliańskim i gregoriańskim rok kalendarzowy dzieli się na 12 nierównych miesięcy:
| nr | nazwa       | liczba dni                        |
| -- | ----------- | --------------------------------- |
| 1  | styczeń     | 31                                |
| 2  | luty        | 28 lub 29 (w latach przestępnych) |
| 3  | marzec      | 31                                |
| 4  | kwiecień    | 30                                |
| 5  | maj         | 31                                |
| 6  | czerwiec    | 30                                |
| 7  | lipiec      | 31                                |
| 8  | sierpień    | 31                                |
| 9  | wrzesień    | 30                                |
| 10 | październik | 31                                |
| 11 | listopad    | 30                                |
| 12 | grudzień    | 31                                |

Trzy kolejne miesiące tworzą kwartał. Rok zawiera cztery kwartały.